# Aces de Chicago
Les Aces de Chicago (Chicago Aces) sont une ancienne équipe de la World Team Tennis (WTT) fondée en 1973 à Chicago par Jordon Kaiser. Les Aces ont joué une seule saison avant de perdre leur contrat avec la WTT le 1er février 1975. L'équipe a remporté 15 victoires et subi 29 défaites.